# Elevador do Castelo
L'Elevador do Castelo (in italiano Ascensore del Castello) è un insieme di due ascensori pubblici con accesso gratuito che si trovano a Lisbona, nella freguesia di Santa Maria Maior, e che collegano la Baixa al Castello di San Giorgio. 
Il primo ascensore si trova all'interno di un edificio del XIX secolo, che ha un rivestimento esterno in azulejos. Questa struttura, opportunamente riadattata, è un involucro che contiene il primo dei due ascensori e le sue pertinenze. Il primo ascensore collega Rua dos Fanqueiros con Rua da Madalena. Da qui, per mezzo del secondo ascensore che si trova all'interno del vecchio Mercado do Chão do Loureiro, avviene il collegamento con la Costa do Castelo, adiacente al Castello di San Giorgio.
A differenza di molte infrastrutture simili, erette a Lisbona alla fine del XIX secolo, come ad esempio l'Elevador de Santa Justa che collega la Baixa al sovrastante Bairro Alto, l'Elevador do Castelo è un'opera molto più recente, essendo stato inaugurato nel 2013. Il costo complessivo dell'opera è stato di circa 1,5 milioni di euro. Il progetto è stato premiato nel 2014 con il Premio FAD de Arquitectura e Interiorismo, conferito dall'associazione culturale Fomento de las Artes y del Diseño di Barcellona.

## Galleria d'immagini

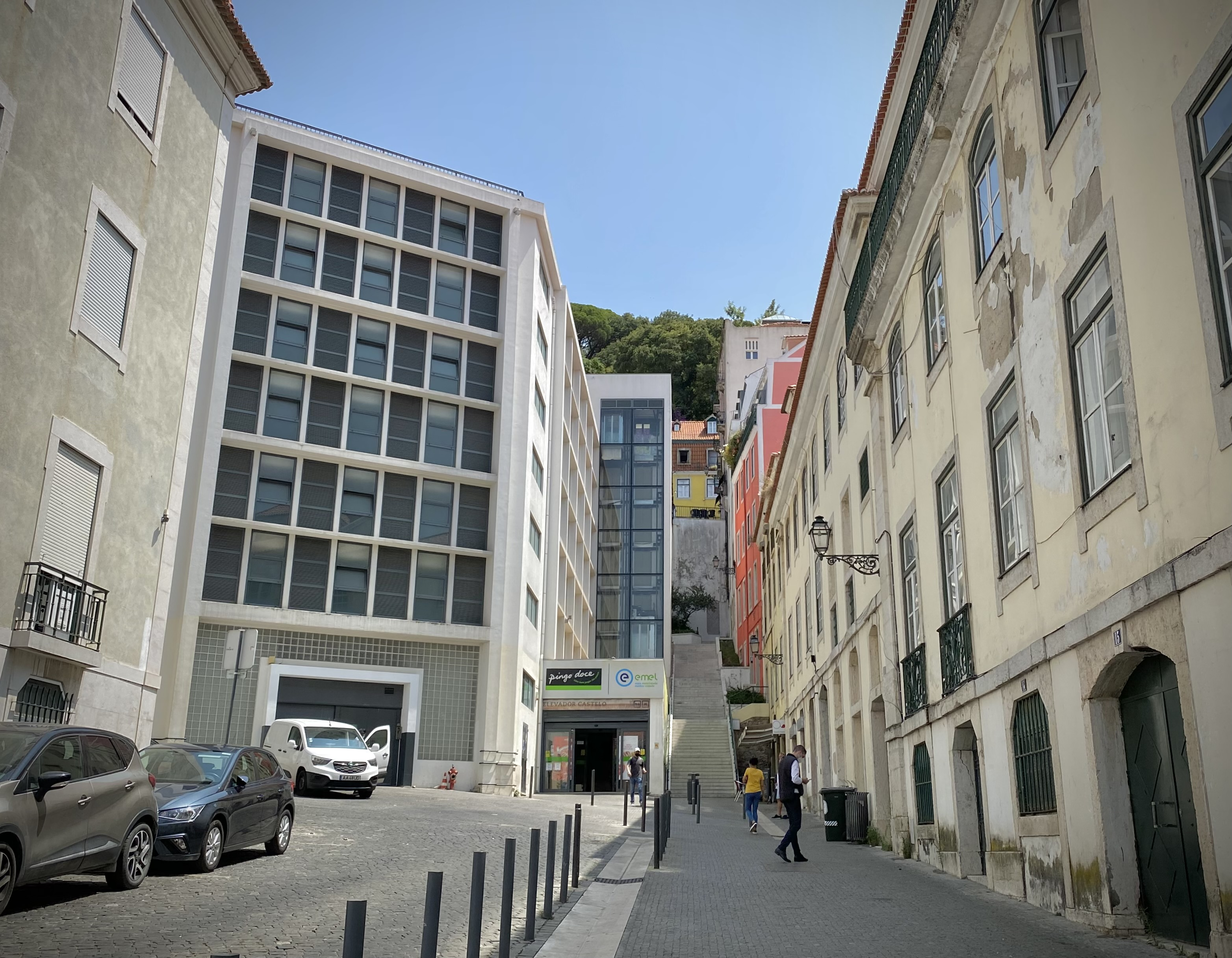
Ingresso al secondo ascensore in Largo Chão do Loureiro
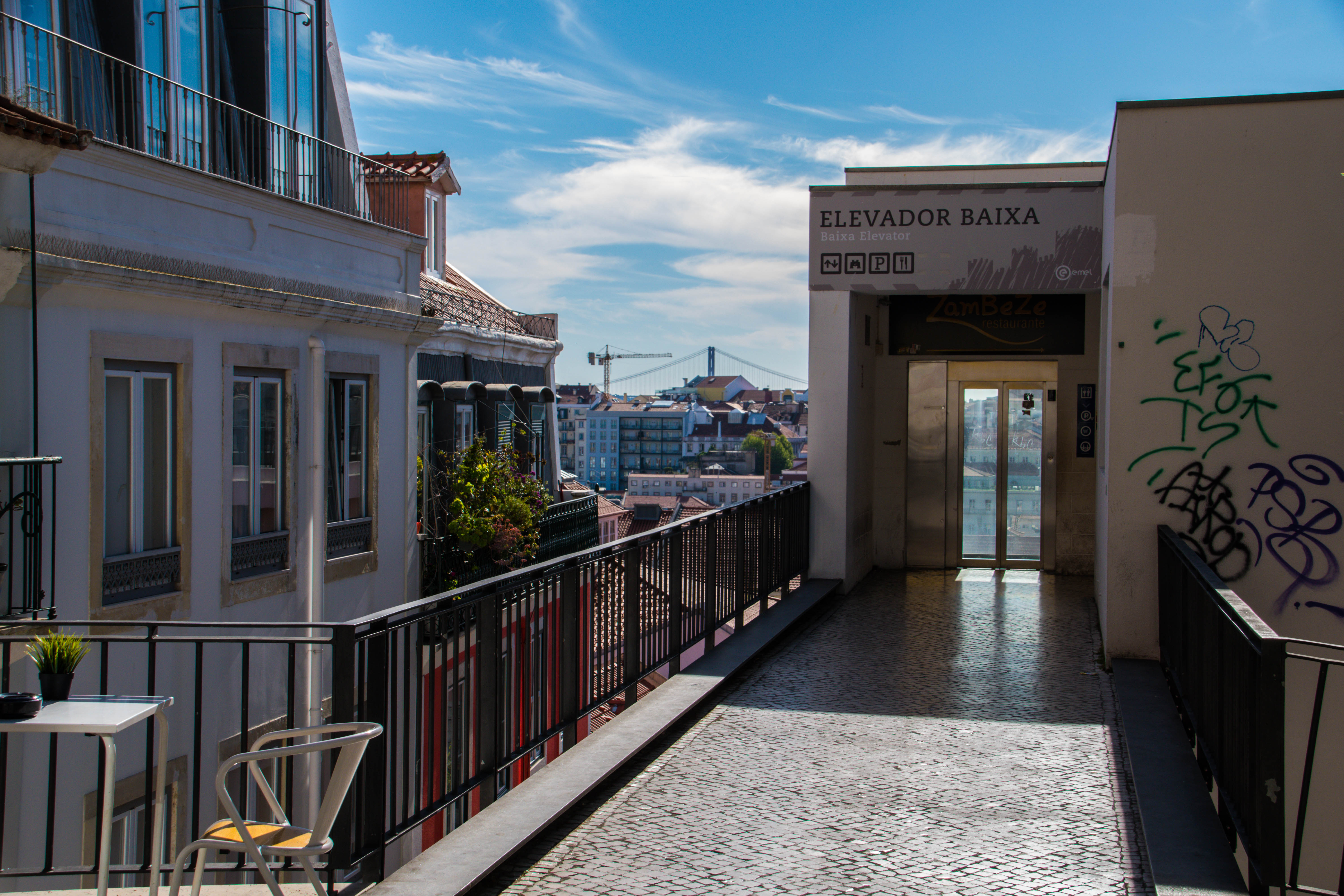
Uscita del secondo ascensore in Calçada do Marquês de Tancos